# Ferrières-lès-Ray
Ferrières-lès-Ray è un comune francese di 45 abitanti situato nel dipartimento dell'Alta Saona nella regione della Borgogna-Franca Contea.

## Società

### Evoluzione demografica
Abitanti censiti